# 미국의 역사 (1964년~1980년)
1964년부터 1980년에 걸친 미국의 역사에는 흑인들이 민권 운동을 계속했고, 베트남 전쟁이 심화되었으며, 반전 운동이 일어났다. 또한 냉전이 계속된 가운데 우주 개발 경쟁의 결과 인간을 처음으로 달에 보내게 되었다. 이 시기는 1960년대 이후 반세기 미국의 정치를 만들어 낸 것으로 생각되고 있다.
1960년의 기억들은 다음 반세기를 위한 정치판 구도를 형성했다. 1990년 훗날 대통령이 되는 빌 클린턴이 설명했듯이, "1960년대를 되돌아 보면, 나쁜 일보다 좋은 일이 더 많다고 생각한다면 당신은 아마 민주당원일 것이고, 좋은 것보다 나쁜 것이 더 많다고 생각하면 당신은 아마 공화당원일 것이다."

## 자유주의의 절정
시민권과 분리 철폐, 보건, 복지 확대, 모든 수준의 교육 원조, 예술과 인문, 환경운동 그리고 가난을 퇴치하기 위한 일련의 프로그램을 포함한 린든 B. 존슨 대통령의 ‘위대한 사회’ 프로그램이 의회 통과에 성공함으로써 자유주의의 절정이 1960년 중반기에 왔다. 최근의 역사학자들은 다음과 같이 설명하고 있다.
| “ | 자유주의 지성들이 경제적, 사회적 정의를 실현할 수 있는 새로운 비전을 만들어냈다. 1960년대 초기의 자유주의는 어떠한 급진주의에 대한 암시도 포함하고 있지 않으며, 집중된 경제 권력에 대항하는 뉴딜 시대의 십자군을 소생시키기 위한 기질도 거의 없고, 급격한 계층적 열정 또는 부의 재분배, 제도의 재구성도 없었다. 전국적으로 그것은 강력한 반사회주의자 운동이었다. 이것은 자유 세계를 수호하고자 하는 것이었고, 국내의 경제 성장을 촉진시켜 결과물이 공정하게 분배되는 것을 확보하고자 하는 것이었다. 케인즈 경제 이론에 영향을 많이 받은 그들의 아젠다는 경제성장을 가속화시켜 대중들에게 더 큰 복지와 주택, 건강, 교육 프로그램을 제공할 수 있는 거대한 대중 소비에 대한 비전을 보여주었다. 이것은 자유 세계를 수호하고자 하는 것이었고, 국내의 경제 성장을 촉진시켜 결과물이 공정하게 분배되는 것을 확보하고자 하는 것이었다. | ” |

존슨은 1964년 미국 대통령 선거에서 보수연합에 의해 수십년간 좌우되던 의회의 통제를 깨뜨린 보수성향의 배리 골드워터에 대한 압승으로 보답을 받았다. 그러나 공화당은 1966년에 되살아 났고, 공화당은 1968년 닉슨을 선출했다. 닉슨은 뉴딜 정책과 ‘위대한 사회’ 프로그램을 광범위하게 지속시켜 계승했으며, 보수적 반동이 1980년 미국 대통령 선거에서 로널드 레이건의 선출로 나오게 되었다.

## 민권 운동
1960년대의 미국은 거리 시위, 데모, 폭동, 사회 불안, 반전 시위와 문화의 변화로 특징지을 수 있다. 흑인 젊은이들의 법정에서의 민권 투쟁 승리에 이어, 마틴 루터 킹 주니어 목사와 전미 흑인 지위 향상 협회(NAACP)의 주도로 거리 시위를 했다. 그러나 시트인, 거리 시위, 비폭력 시위와 소송은 사람들이 정치에 불만을 표명하는 몇 안되는 수단이었다. 왜냐하면 도시의 집회에 참석하여 불만을 표명할 가능성은 사실상 포기하고 있었기 때문이다. 민권 같은 정치 문제에 관심이 있는 사람들은 마을의 집회에 참석할 기회가 별로 없었던 만큼 불만을 나타낼 수 있는 자리가 없었다. 대중의 관심을 얻기 위한 기발한 뉴스라면 단기간이라도 대중의 상상력을 사로잡는 수 있었으므로, 많은 활동가들은 신문 헤드라인에 실리는 엉뚱한 행동을 취할 필요성을 느끼고 있었다. 킹 목사는 대중의 의식에 영감을 불어넣기 위해 비폭력을 관철했고, 흑인 시위대에 대한 잔학 행위의 예를 기록하기 위해 언론을 잘 이용했다.
오랫동안 악정에 싫증을 느끼고, 언론과 함께 여론을 바꾸자는 긴 시위를 하며 법정에서 정책을 바꾸기 위해 움직이고 있던 흑인, 페미니스트 그리고 동성애자 같은 억압받는 집단이 있을 때 행동주의가 정치적 변화를 잘 이끌어 냈다.
1963년 존 F. 케네디가 암살된 것은 국내 정치 변화를 재촉하는 효과를 가져왔다. 후임자인 린든 B. 존슨 대통령은 이 상황을 이용해 국내의 기운과 자신의 정치 수완을 함께 발휘하여 케네디의 정책을 추진했다. 그 중에서도 주목을 받은 것이 〈1964년 시민권법〉이었다. 또한 〈1965년 투표권법〉에 따라, 연방 정부, 주와 지방 자치 단체 선거에 직접적인 영향을 주었다. 이 법이 1965년 8월 6일에 통과된 후 몇 개월 만에 25만 명의 흑인 유권자가 등록을 했고, 3분의 1은 연방 검사관에 의해이었다. 그리고 4년 안에, 미국 남부의 유권자 수는 2배 이상이 되었다. 미시시피 주에서 흑인의 투표율은 74%로 최고였고, 다른 주보다 더 많은 흑인 지도자가 당선됐다. 1969년 테네시 주에서는 투표율이 92.1%였으며, 아칸소에서는 77.9%, 텍사스는 77.3%로 나타났다.

## 1964년 선거

1964년 선거인단 선거

1964년 미국 대통령 선거에서 존슨은 자신을 중도로 자리 매김 하여 강경 우파로 공화당 공천을 받은 배리 골드워터와의 차이를 분명히 했다. 존슨이 이용한 선거 운동 방법으로 가장 유명한 것이 ‘데이지 걸’이라고 명명된 TV 광고였다. 이 광고는 한 명의 소녀가 들판에서 데이지 꽃잎을 뜯으면서 세고 있으며, 그것이 카운트다운을 의미하여 이어 원자폭탄의 폭발로 이어지는 것이었다. 이 광고는 아시아에서 공산주의와 싸우는 골드워터가 전술 핵무기를 사용하자고 주장하고 있었던 것에 대응한 것이었다.
존슨은 일반 선거에서 64.9%를 득표하며 골드 워터에 완승했다. 이때의 득표율 차이는 1824년 대선 이후의 최고의 수치였다. 그러나 존슨이 남부 주에서 지지를 얻지 못한 것은 분명했고, 선거 기반으로 ‘솔리드 사우스’에 의존해온 민주당에게는 이후의 역풍을 의미하고 있었다. 인권 문제에 보수적인 남부 백인을 민주당에서 소외시키면서 노동조합, 소수민족, 혁신주의자와 남부 백인의 정치 동맹(소위 뉴딜 연횡)은 30년 가까이 민주당이 연방 정부의 다수파로서 지배를 계속하게 했다.

## 빈곤 퇴치 프로그램
‘위대한 사회’(Great Society) 사회 개혁 프로그램의 두 가지 주요 목적은 가난과 인종 차별을 없애는 것이었다. 교육과 보건, 도시문제, 교통 문제를 거론한 새로운 주요 소비 프로그램이 이 시기에 시작되었다. 범위에 있어서 위대한 사회는 1930년대 플랭클린 루즈벨트의 뉴딜 국내 과제와 닮은 점이 있었지만, 입법화된 프로그램의 유형에서는 차이가 많았다.
1965년에 시작된 가장 규모가 크고, 지속적인 연방 보조 프로그램은 보건이었으며, 이것은 노인의 치료비를 부담하고, 저소득층을 돕기 위한 메디케이드(의료 보조)를 실시하는 것이었다. 개인과 가정을 지원하는 연방 정부의 정책 대부분이 1960년대 존슨 행정부의 ‘빈곤 퇴치’ 계획에서 시작되었다. 이 계획은 1990년대에 재정적 어려움에 직면하게 되고 다양한 수정안이 제시되었으며, 양당 모두에서 강력한 지지를 얻어 지속되고 있다.
1960년대에 연방 정부는 저소득층 가정이 식량을 얻을 수 있도록 식량 배급 쿠폰을 제공하고, 연방 정부와 주 정부는 공동으로 자녀가 있는 저소득 부모를 지원하는 복지 보조금을 지급했다.

## 세대 반란과 반문화
1960년대에는 점점 많은 젊은이들이 1950년대와 1960년대 초기의 사회적 표준과 보수주의에 대해 그리고 베트남 전쟁과 냉전의 확대에 변혁을 부르짖게 되었다. 1960년대 중반, 사회적 변혁의 파도가 국내를 덮쳤고, 더 자유로운 사회가 태어났다. 민권운동이 진전됨에 따라 페미니즘과 환경보호 운동에 가세하여 중반기에는 주목받는 항의의 형태로 성 혁명도 확대되었다. 평화, 사랑과 자유를 강조했던 히피 문화가 주류에 소개되었다. 1967년 샌프란시스코에서 개최된 ‘써머 오브 러브’(Summer of Love)에서는 수천 명의 젊은이들이 새로운 사회 체험을 위해 느긋하고, 자유롭게 뭉쳐서 세계의 많은 이들에게 그 문화를 소개하는 데 기여했다. 또한 LSD와 마리화나 같은 환각제를 사용하는 사람이 증가했고, 이 운동의 중심이 되었다. 당시의 음악은 포크록에서 시작되어, 애시드락과 사이키델리아에 이르렀고, 세대의 목소리를 대표하는 중요한 역할을 했다. 반문화 혁명은 1969년에 개최된 우드스탁 페스티벌(Woodstock Festival)에서 예시되었다.

## 우주 경쟁

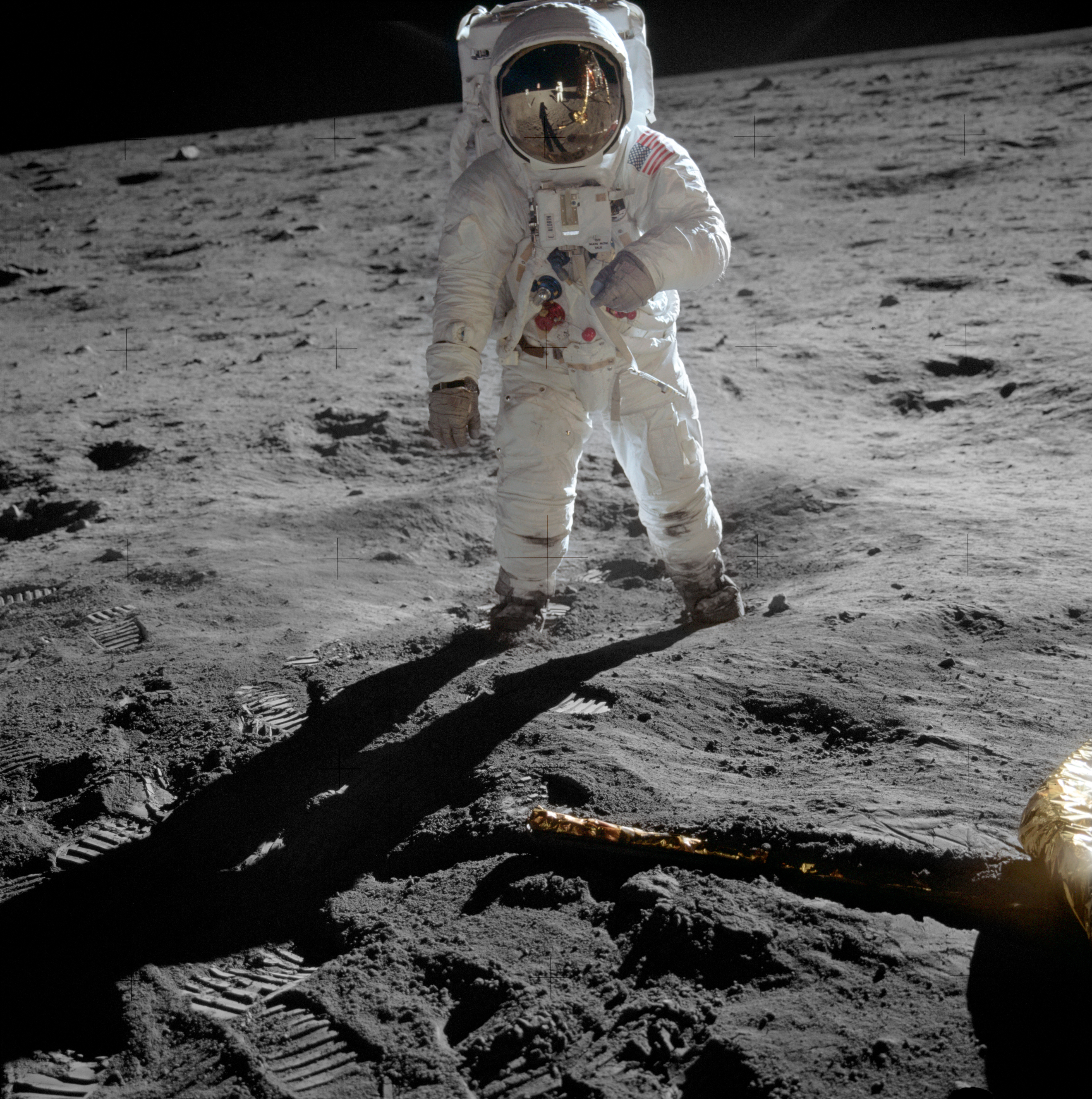
달 위의 버즈 올드린, 1969년

1957년 소비에트연방 최초 인공위성, 스튜트닉 1호의 발사로 시작되어, 미국은 우주 탐험 경쟁에서 소련에 우위를 점하기 위해 매진하였다.
1961년 유리 가가린이 탑승한 소비에트의 최초의 유인 우주선이 발사된 후 존 F. 케네디 대통령은 NASA가 따라 잡을 수 있도록 여러 면에서 재촉했으며, 그 중 가장 유명한 것 중 하나가 달에 유인 우주선을 보내는 것이었다. “나는 우리나라가 60년대가 저물기 전에 우주인을 달에 착륙하고, 무사히 지구로 귀환하는 그러한 목표를 달성할 수 있으리라 믿는다.” 이러한 노력으로 유인 비행을 한 것이 제미니 프로젝트(1965–1966)에서 나왔으며, 다음으로 아폴로 프로그램으로 이어졌다. 그 노력이 아폴로 1호 승무원의 비극적인 사망에도 불구하고, 1969년 아폴로 11호의 시도에서 최초의 우주인을 착륙시킴으로써 목표를 달성한다.
인공위성을 먼저 쏘아올렸음에도 불구하고, 달에 우주인을 보내는 경쟁에서 패배한 소비에트연합은 관심을 우주정거장 건설에 돌렸고, 1971년 살륫 1호를 발사한다. 미국은 1973년부터 1974년까지 사용된 스카이랩 궤도 작업장으로 화답을 했다. 미국과 소련 간의 비교적 개선된 냉전의 시기인 데탕트로 인해, 구 초열강은 합동 우주 미션인 아폴로-소유즈 테스트 프로젝트를 시작했다. 이 1975년의 합동 우주 미션은 1981년 우주왕복선이 비행할 때까지 최후의 유인 비행이 되었고, 우주 전쟁의 상징적인 종결로 설명되었다. 우주 경쟁은 과학적 진보를 가속화시켜서, 유익한 부산물 기술로 이끌러준 전례없는 교육과 순수 연구에 소비의 증가를 가져왔다.

## 베트남 전쟁
미국이 전쟁에 점점 깊숙이 빠져 갔지만, 공식적인 선전 포고도 없는 전쟁이었다. 1964년 통킹 만 결의안은 존슨 대통령이 미국의 전쟁 개입 확대 정책을 지지하는 의회 결의였으며, 압도적 지지로 결정되었다. 이 시점에서 미군의 파병은 증가했고, 더불어 희생자의 숫자도 확연히 늘어났다. 미국의 여론은 처음에는 전쟁을 지지했었지만, 1968년 남베트남 민족해방전선이 테트 공세를 시작한 시점에서 전쟁에 대한 지지는 대부분 힘을 잃었다. 미군과 베트남 공화국 육군의 전술은 베트콩을 실효 세력이 없는 상태까지 약화시키는데 성공했지만, 미국 여론의 지지를 잃자 미군 철수로 연결되어, 남베트남의 "베트남화" (남베트남군에서만 전쟁을 계속하는 정책)가 진행되었다.

### 반전 운동

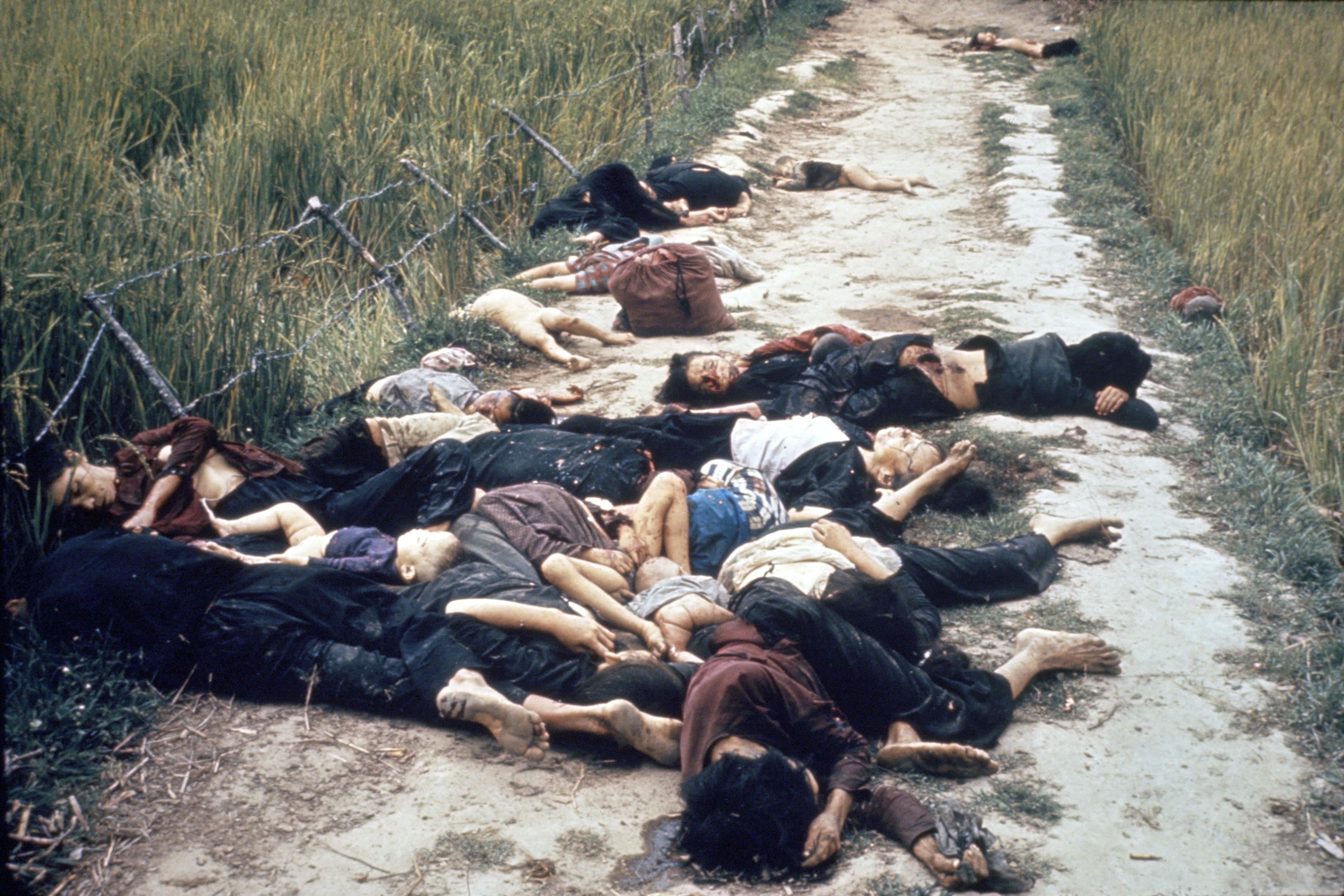
미라이 학살로 살해된 민간인 사진

1964년 이후 대학 캠퍼스에서 작은 반전 운동이 시작되었다. 도덕적 관점에서 전쟁에 반대하는 사람도 있었다면, 이 전쟁은 명확한 목표도 없고, 명백한 출구 전략도 없다고 느끼는 사람도 있었다. 반전 운동은 인구통계학적으로 중요한 베이비 붐 세대에 태어난 아이들이 대학에 들어간 년대에 이르렀을 때와 일치하여 학생 운동이 고조된 분위기 속에서 일어났다. 제2차 세계 대전은 1945년에 끝났고, 한국 전쟁은 1953년에 일단 휴전되었기 때문에, 전부는 아니더라도 대부분의 베이비 붐 세대는 전쟁을 몰랐다.
베트남 전쟁은 언론에 거론되는 정도에서도 전례가 없는 것이며, 처음 TV에 비친 전쟁이기도 했다. 소란스럽게 전쟁 반대를 제기하자 ‘과격 좌파’로 몰린 때도 있었다.
미국 여론은 전쟁파와 반대파로 분열되었고, 전쟁이 끝난 후에도 계속 미국인을 분열시켜, ‘문화 전쟁’으로 이끄는 요인이 되었으며, 이것이 21세기까지 연장되고 있다.

### 1968년 선거
1968년 존슨 대통령은 재선을 요구하는 운동을 시작되었다. 민주당원이었던 유진 매카시가 반전이라는 공약으로 존슨의 대항마로 나섰다. 매카시는 뉴햄프셔 주에서 열린 첫 예비선거에서는 패배했지만, 현직 후보에 대항하여 상당한 선전을 했다. 이 결과는 존슨 진영에게는 큰 타격이었으며, 또 다른 요소도 작용하여 존슨은 3월 텔레비전 방송된 연설에서 지명 경선에서 철수한다는 전격 발표를 했다. 이때 파리에서 베트남과의 휴전 협상을 시작할 수도 있다는 소식이 전해졌다.
존슨이 지명 경선에서 이탈한 기회를 포착하고, 로버트 케네디 역시 반전이라는 공약을 내세워 유색 인종과 흑인들의 지지를 받으며, 지명 경선에 출마했다. 존슨의 부통령이었던 휴버트 H. 험프리도 지명을 받기 위해 출마하면서, 남베트남 정부의 지원을 계속하겠다고 약속했다. 험프리는 열렬한 뉴딜의 시행자이며, 존슨의 전쟁 정책을 강력하게 지지하는 인물이었다. 미국 역사상 가장 큰 충돌이 된 1968년 4월의 폭동이 일어났고, 마틴 루터 킹 주니어 목사가 뒤이어 암살되었다.
그해 여름, 로버트 케네디가 암살되고 매카시는 당내 특권 계급에 있었던 험프리에게 패배했다. 험프리가 민주당 지명을 받았으며, 총선에서 공화당 리처드 닉슨과 싸웠다. 닉슨은 ‘히피’ 반문화를 혐오하는 중도 미국인들 ‘침묵하는 다수’라는 사람들에게 호소했다. 또한 그 ‘비밀 계획’ ‘명예로운 평화’로 베트남 전쟁을 종식시킨다는 약속도 했다. ‘베트남화’라고 불렀던 전쟁을 베트남인의 손에 맡겨 버린다는 전략을 세운 닉슨 독트린을 제안했다. 민주당은 분당되면서 닉슨은 대통령 선거에 당선되었다. 이러한 분당 사태는 수십 년간 지속되었다.

### 철수
닉슨은 베트남 철수를 공약으로 내걸었으며, 그것으로 인해 인기를 얻었다고 해도 경솔하게 떠맡아 버린 것으로 나타났다. 남베트남이 단독으로 자국을 방위할 수 있느냐 하는 우려와 의회의 군대를 철수하겠다는 압력이 높아지고 있었고, 또 일방적으로 전비를 삭감해 최종적으로 끊어 버린다는 방향으로 의회가 기울어져 가자 균형을 잡기 위해 닉슨은 막대한 노력과 정치적 재료를 사용할 수 밖에 없었다.
이와 동시에 닉슨은 베트남 전쟁에 대해 대중의 분노를 사게 되었다. 미라이 학살 사건 같은 전쟁의 도덕성이 문제는 계속해서 불거져 나왔고, 전쟁에 대한 지지가 사라지자 베트남화를 하는 노력이 더해졌다.
워터게이트 사건은 닉슨에게 커다란 장애가 되었고, 심지어 의회가 제공하던 남베트남에 대한 소규모의 재정 지원도 남베트남 정부와 군사 비리로 모두 사라져 버렸다.
1973년의 파리 휴전 합의에 따라 미국은 드디어 베트남에서 군대를 철수시켰다. 그러나 약간의 지원 부대는 2년 후까지 남아 있었고, 사이공 정권의 붕괴와 북베트남이 전국을 장악하자 탈출했다. 베트남 전쟁의 실질적인 종전은 1975년 4월 30일이었다.
최종적으로 500만명의 베트남 사람들이 사망했고, 약 58,000명의 미군 병사가 죽었다. 인접한 캄보디아의 크메르 루주에 의해 피해는 더욱 극심했다. 베트남 전쟁에 의해 안정화와 분쟁으로 주변국을 당황하게 하면서 크메르 루즈는 잔학 행위를 일삼게 되었다.

## 닉슨 행정부
리처드 닉슨은 비록 보수적인 대통령이었지만, 많은 보건과 복지 지출, 환경보호 그리고 예술과 인문 분야에서 진보적인 정책을 채택했다. 그 높은 세금을 유지했고, 뉴딜 시대에 강력한 경제 규제를 했다. 경제에 적극적인 개입을 하여, 가격과 임금 통제를 통해 금본위 제도를 잠시간 벗어났다.
닉슨은 봉쇄정책을 멀리하고서 외교정책을 재정립했고, 소련이나 중국과 이간질을 하면서 데탕트를 지향하였다. 중국과의 화해 정책은 21세기에도 여전히 기본정책이며, 러시아는 데탕트를 거부하고 라틴 아메리카나 아시아, 아프리카에서 과도한 공작을 벌이며 미국의 인내를 시험했다. 러시아나 중국 모두 이전 북베트남과의 동맹을 포기하고서 베트남에서의 미국의 정책을 인내했다.
닉슨은 남베트남이 군사력을 키워서 미군이 철수할 수 있도록 베트남화를 키우는 정책을 시행했다. 전투 부대는 1971년에 떠났고, 닉슨은 1973년에 평화회담을 선언할 수 있었다. 북베트남이 공격을 한다면 개입하겠다는 그의 사이공에 대한 공약은 1972년에 비준되었지만, 1974년에 사임을 함으로써 가치없는 약속이 되었다. 공들인 군대를 보유하고 있음에도 불구하고, 남베트남은 너무 부패했고, 북베트남의 침공에 효율적으로 저항할 자신감이 결여되어 있었다. 그리하여 사이공은 1975년에 함락되었고, 전쟁은 끝이 났다.
1970년 5월 반전 노력들이 고조되어 폭력으로 발전하였다. 보안군 부대는 켄트 주립 대학교 발포 사건에서 시위 학생들에게 발포를 하였다. 미국의 고등 교육 기관, 특히 엘리트 학교에서는 실질적으로 폐쇄되었다.
닉슨 행정부는 급진적 극단주위를 비판하는 중산층 교외거주자와 노동자 계층의 백인들로 구성된 보수적인 다수를 동원하기 위해 시위 학생들을 체포하였다. 국가의 경제 상황도 이러한 동원에 역할을 했다. 베트남 전쟁의 결과 세금을 올려서 전쟁비용을 상쇄하려는 린든 존슨 대통령의 실패와 인플레이션이 직격하여 실질 소득이 감소하고 있었다. 많은 중하층 백인들은 저소득층과 흑인을 대상으로 한 연방정부의 프로그램에 회의적이었다. 그들의 임금이 자유 국가의 복지 지급금보다 한 단계 나은 정도이지만, 그들은 사회 프로그램에서 제외되며, 그래서 불이익을 받은 사람들이라고 했다. 그 당시 게재된 많은 그들이 많은 중하층 미국인들 사이에서 존재했던 불만을 표시하고 있었다.
비록 중간 수입의 미국인들이 위대한 사회 프로그램에서 혜택을 보았지만, 저소득층 미국인들도 보건과 교육에 대한 연방 원조에 혜택을 보았으며, 비록 통계는 흑인과 저소득층이 상당히 더 고통스런 존재로 살았음을 나타내고 있지만, 저소득 중산층 백인들은 슬럼과 게토 주민들이 이제는 더 많은 혜택을 보고 있다고 생각했다. 1969년 뉴스위크가 실시한 여론조사에서는 다수의 중산층 미국인들은 흑인이 더 적절한 교육과 더 나은 집, 그리고 더 좋은 직업을 가지고 있다고 믿고 있다. 그 여론조사에서 85%는 흑인 병사는 너무 쉽게 석방되고, 84%가 대학 시위자들이 너무 관대한 취급을 받으며, 복지 혜택을 받는 79%는 자급할 수 있다고 믿었다.
분석가들은 이러한 분노를 흔히 중산층 미국인이라고 일컬어진 이들과 많은 백인들을 포함해서 미국 인구의 55%를 차지하는 연간 $5,000에서 $15,000의 소득을 버는 사람들 사이에서의 경제적 불안정에서 분노의 원인을 찾았다. 이러한 미국 중산층 대부분이 블루칼라 노동자이거나 화이트 칼라 직장인, 학교 교사, 하위직 공무원이었다. 윌리엄 H. 채프에 따르면, 비록 가난하지는 않지만, 채무, 인플레이션, 실직, 한계적 성장에 따른 긴장으로 고통을 받고 있었다고 한다. 1956년에서 1966년까지, 소득은 86% 늘었지만, 채무 비용은 그 이상인 113%에 이르렀다. 많은 가정이 그들의 중산층 지위를 유지하기 위해 압박받고 있었으며, 인플레이션 상승이 실질소득 증가를 가로 막고 있었다. 간신히 유지를 하면서, 중산층 미국인들은 빈곤퇴치 소비와 흑인들의 요구를 그들의 안녕을 위협하는 것으로 간주했다.

## 스태그플레이션
존슨 대통령은 1964년 감세를 의회에 승인받음과 동시에 국내 정책과 베트남 전쟁 비용을 급격히 증가시켰다. 그 결과는 화폐 공급량이 대폭 확대되었으며, 재정 지출은 적자로 돌아서 빠르게 물가를 상승시켰다. 그러나 인플레이션은 국제 무역에서 미국 상품의 우위를 꾸준히 약화시켰고, 제2차 세계 대전 종전 이후 계속된 미국의 세계 경제, 지정학, 상업, 기술 및 문화적인 우월성이 쇠퇴하고 있었다.
1945년 이후, 미국은 원재료를 수입하기 쉽고, 해외에서 자국의 제품에 대한 시장을 적당히 얻을 수 있는 상태가 계속되고 있었다. 전후 유럽이 붕괴되어 있었기 때문에, 미국은 세계의 공업 총생산액의 3 분의 1 가량을 생산하고 있었다. 1960년대까지, 공업국이 점차 희귀 원자재 경쟁을 벌이게 되었을 뿐만 아니라 제3세계 국가까지도 점차 비싼 대가를 요구하게 되었다. 자동차 산업과 철강 산업은 미국 국내 시장에 들어온 외국 제품에 의해 심한 타격을 받았다.
닉슨은 높은 세금과 적은 지출로 ‘스태그플레이션’라고 불린 완만한 성장과 인플레이션에 임하겠다고 약속했다. 그러나 여기에는 의회의 강경한 저항이 있었다. 그 결과 닉슨은 방법을 바꾸어 통화를 규제하는 길을 선택했다. 연방준비은행은 높은 금리로 통화공급량의 축소를 원했지만, 별로 효과는 없었다.
1971년 여름 닉슨은 경제의 흐름을 바꾸기 위해 결정적인 조치를 취했고, 대중의 강한 압력을 받고 있었다. 8월 15일, 닉슨은 달러의 금태환제를 중지했다. (닉슨 쇼크) 이것은 제2차 세계 대전 이후 계속된 브레튼우즈 체제의 붕괴를 의미했다. 그 결과 미국 달러의 가치는 세계 시장에서 급락했다. 미국 달러의 평가절하는 미국 수출에 기여했지만, 해외의 필수품, 원자재와 완제품을 더 높은 가격에 구매하게 만들었다. 그 해 8월 15일에는 또한 1970년 경제안정화 법에 따라 닉슨이 그 경제 정책의 1단계를 실행한 날이기도 했다. 즉 모든 임금과 물가를 그때 수준 이상으로 90일간 동경하는 조치를 취한 것이다. 11월 들어 1단계에 필요로 한 임금과 물가의 증가분 가이드라인을 연방 정부 기관이 발표했다. 닉슨은 통화 확장 재정 정책을 채택했다. 제2단계에서는 엄격한 임금과 물가의 통제가 해제되었다.
인플레이션 압력은 경제 정책의 중요한 전환점이 되었다. 1930년대의 세계 공황에 따른 낮은 경제 성장과 높은 실업률과 불경기는 심각한 경제 위협으로 간주했으며, 정부가 지출을 늘리거나, 세금을 줄여 소비가 확대될 수 있도록 했다. 1970년대의 경우 큰 물가 상승, 특히 에너지 가격이 상승하고, 인플레이션에 대한 강한 공포를 낳았다. 그 결과 정부 지도자들은 지출을 제한하고, 감세에 저항하고, 통화공급량 확대를 억제하며 불황과 싸우는 것보다 인플레이션을 통제하는 방향으로 정책 기조를 이어 나아갔다.

## 여성 운동 (1963–1982)

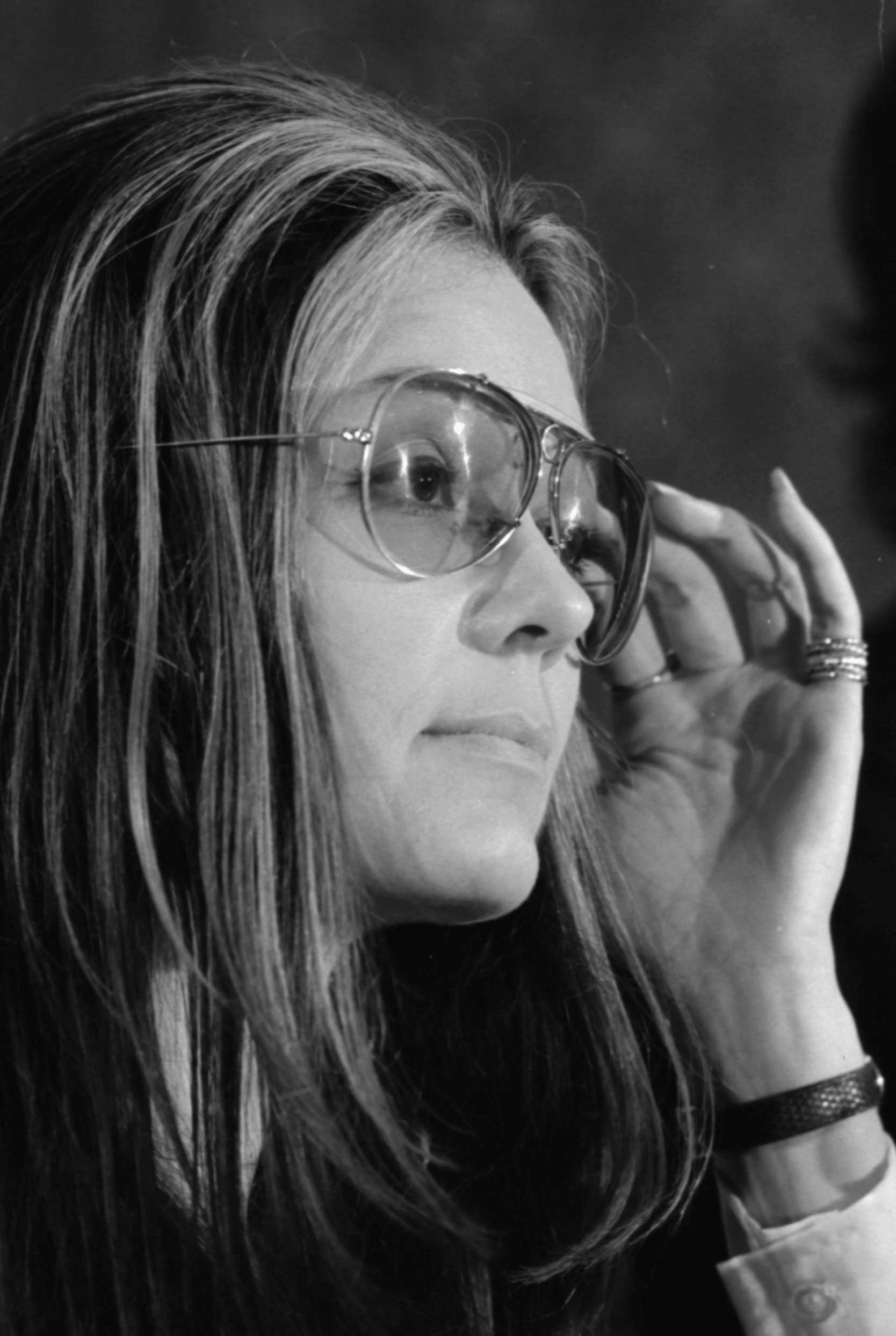
1972년 여성행동연대의 모임에서 글로리아 스타이넘

1963년 베티 프리단의 베스트셀러 《여성의 신비》(The Feminine Mystique)의 출간으로 미국 여성의 불평등에 대한 새로운 인식이 미국을 휩쓸기 시작했다. 이 책은 여성이 단지 그들의 아내, 엄마, 주부로서의 역할을 통해서만 성취감을 느낄 수 있다는 개념을 만듦으로 해서 얼마나 많은 주부들이 미국 문화에서 갇혀 사는지, 비성취감을 느끼는지, 업악받고 있는지를 느끼게 했다. 작가는 여성이 모든 유형의 직업을 남성만큼 할 수 있다는 것을 주장했다. 1966년 프리단과 동료들은 여성 전국 기구(National Organization for Women, NOW)를 설립하고 여성을 위한 NAACP로 역할을 했다.
항의가 시작되었고, 새로운 여성 해방 운동이 규모와 파워를 키워 많은 미디어의 주목을 받았다. 그리고 1968년에는 시민권 운동을 미국의 주요한 사회 혁명의 화두로 대두되었다. 거리행진, 퍼레이드, 랠리, 보이콧 그리고 피켓을 들고 수천 또는 수백만 사람들이 나섰으며, 프리단의 ‘평등을 위해 여성 파업’(Women's Strike for Equality, 1970)이 전국적인 성공을 거두었다. 이 운동은 정치적인, 이데올로기적인 부분으로 분열되었다. NOW는 좌파 쪽으로, ‘여성 평등 행동 연대’(Women's Equity Action League, WEAL)는 우파 쪽으로 ‘전국 여성 정치 동맹’(National Women's Political Caucus, NWPC)은 중도로 나뉘었고, 젊은 여성으로 구성된 기타 급진적 집단들이 극좌가 되었다.
프리단과 함께, 글로리아 스타이넘도 중요한 여성 운동의 지도자로 ‘여성행동연대’(Women's Action Alliance, NWPC)의 공동 설립자였으며, 이러한 운동을 주도한 《미즈》 매거진(Ms.)의 편집자였다.

## 1973년 오일 쇼크

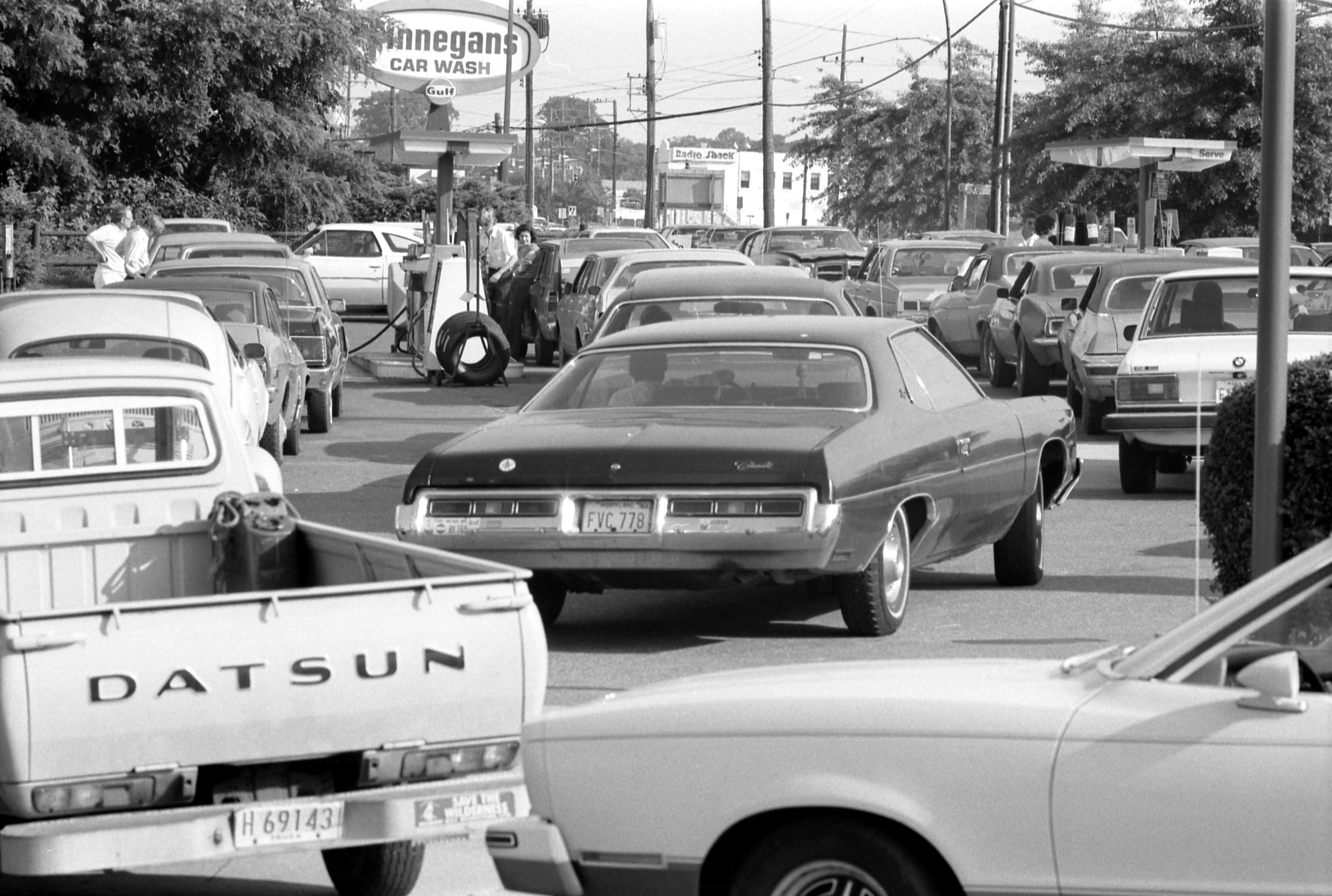
주유소의 대기 행렬, 1979년 6월 15일

사태를 더 악화시킨 것은 석유수출국기구(OPEC)가 그 힘을 과시하기 시작한 것이었다. 국내 자동차, 주택 사정은 교외의 큰 가옥과 큰 자동차를 소유하는 것이 일반적이었으며, 그 연료가 되는 석유는 그 이익을 위해 싸움을 시작한 제3세계 국가의 경제와 정치의 도구로 여겨지고 있었다.
1973년 제4차 중동 전쟁에 이어 석유수출국기구의 아랍 국가들은 이스라엘을 지지하는 국가, 즉 미국과 서방 국가에 석유를 공급하지 않겠다는 성명서를 냈다. 이와 함께 석유수출국기구의 다른 국가들은 유가 400% 인상에 합의했다. 이것이 1973년 오일 쇼크가 되어, 미국의 자가용 소유자는 주유소 급유를 기다리는 긴 행렬을 만들어야 했다. 공공과 민간 시설은 난방 기름을 절약하기 위해 폐쇄되었다. 공장은 생산을 중지하고 노동자를 해고했다. 석유 금수 아닌 하나의 요소가 1970년대의 인플레이션 확대를 낳았을 때처럼 큰 힘을 발휘하지는 못했다. 그러나 이 사건은 지난 10년을 특징짓는 에너지 위기의 작은 단서에 불과했다.
석유 금수에 대한 미국 정부의 대응은 빨랐지만, 효과는 한정적이었다. 가솔린 소비를 줄이기 위해 국내 도로의 최고 제한 속도는 88 km/h (55 mi/h)로 제한되었다. 닉슨 대통령은 윌리엄 E. 사이먼을 ‘에너지 황제’(Energy Czar)로 임명하고, 1977년에는 정부 부서로 에너지부를 발족하여 미국의 전략적 석유 비축을 시작했다. 1978년 ‘전국 에너지 법’(National Energy Act)도 이 위기에 대응하기 위한 것이었다.
연방 정부는 국내 유류 가격을 철저하게 통제함으로써 불황을 더욱 악화시켰다. 이것은 이미 퍼올린 석유(오래된 석유)의 가격을 제한하고, 새로 발견된 석유를 높은 가격에 구입하도록 한 것이며, 그 결과 기존 석유 시장에 나와 있던 석유의 인위적인 위축을 불러와 석유 부족 현상이 일어났다. 이 방식은 새로운 석유 개발을 촉진시키는데 있었다. 이 석유 부족에 대해서는 휘발유 배급제로 연결 (미국 이외의 많은 나라에서 시행한), 자가용 소유자가 주유소에 긴 줄을 만들었다.
미국에서는 홀수, 짝수 배급제가 채택되었다. 자동차 번호판 끝 숫자가 홀수인 사람은 홀수일에만 가솔린을 주요할 수 있고, 짝수 번호는 짝수일에만 주유를 인정받았다. 이 규칙은 31일이 들어가 있는 달의 31일에는 적용되지 않았다.

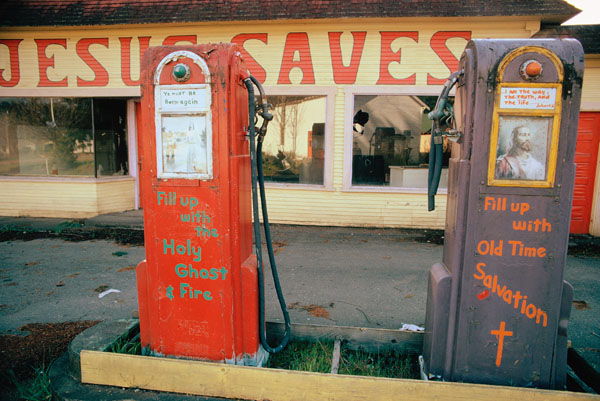
1973-74년 에너지 파동기에 버려진 주요소는 종종 다른 목적으로 이용되었다. 워싱턴주 올림피아의 서쪽, 포틀래치의 이 스탠드는 종교 집회장으로 바뀌었다.

미국의 일부 주에서는 주유소에서 휘발유의 공급 가능성을 보여주기 위하여 3색 깃발이 사용되었다. 녹색 깃발은 공급제에 의하지 않고 가솔린의 구입이 가능하며, 노란색 깃발은 공급 제로 팔리는 것을 나타내고 빨간색 깃발은 가솔린은 없지만, 다른 서비스 가능하다는 것을 의미했다.
일 년 내내 일광절약시간(써머타임제)을 시행하였다. 1974년 1월 6일 오전 2시 전국의 시계가 1 시간 빨리 진행되었다. 이 때문에 많은 학생들이 해가 뜨기 전에 통학할 수밖에 없었기 때문에 큰 비판을 불렀다. 그 결과 10월 마지막 일요일에 시계를 되돌렸지만, 이듬해 1975년 2월 23일 오전 2시에 다시 써머타임제가 실시되었다. 이것은 일출 전에 통학을 피하기 위해서였다. 이 써머타임제는 4월 마지막 일요일에 시계를 맞추는 것으로, 1976년부터 본격 실시되었다.
에너지 위기는 개인이나 기업도 에너지를 절약하도록 촉구했다. 특히 유명해진 것은 광고위원회가 ‘연료를 낭비하지 말자!’(Don't Be Fuelish, Don't Be Foolish를 비유해서)는 익살스런 구호를 이용한 홍보 활동이었다. 많은 신문에서 전면 광고로 조명 스위치에 붙여 넣은 ‘마지막 때 소등, 연료 낭비를 하지 말자!’라는 구호가 적힌 자르기 가능한 레이블을 올렸다.
미국 자동차 제조업체 ‘빅3’에서는 기업 평균 연료 경제 표준(Corporate Average Fuel Economy, CAFE)이 제시된 후 내놓은 첫 번째 사업 주문은 기존 차종을 다운사이징하는 것이었다. 1970년대가 끝날 때까지 휠베이스는 121 인치(3.07m), 차량 중량은 2,000kg(4,500 파운드)의 자동차는 과거의 일이 되었다. 자동 변속 장치와 전자 제어 연료 분사 장치가 대량 생산되기 전에, 전통적인 프론트 엔진 / 후륜 구동의 배치가 사라지고, 보다 효율적이고 통합된 프론트 엔진/전륜 구동의 배치로 바뀌면서 보다 컴팩트한 차량으로 탈바꿈했다. 폭스바겐 골프를 원형으로 기업 평균 연료 경제 표준이 정한 연비 11.6 km/l (27.5mi/g)에 대응해, 디트로이트에서 생산하는 차량의 대다수가 전륜 구동이 되었다. 포드의 페어몬트와 같은 차는 1980년대 초에만 단명하게 되었다.
법에서는 규제 않았지만 모터 스포츠는 자발적으로 축소되었다. 데이토나 24시간 내구 레이스(24 Hours of Daytona)는 1974년에 중단되었다. 그 해에 NASCAR는 모든 경주 구간을 10% 단축했다. 인디애나폴리스 500에서는 예선이 4일에서 2일로 단축되고, 연습 기간 며칠도 없어졌다.
1972년에서 1978년까지, 산업생산성은 연간 단지 1% 증가에 그쳤으며(1948년에서 1955년까지 평균 성장률 3.2%에 비교해서), 반면 미국에서의 생활수준은 덴마크, 서독, 스웨덴, 스위스에 이어 세계5위로 추락했다.

## 데탕트
1972년에서 1973년 두 초강대국이 서로 도움을 요청했다. 닉슨 대통령은 갑자기 중국을 방문한 후에, 전략 핵 개발을 제한하기 위해 소련의 레오니트 브레즈네프 제1서기와 SALT I 조약 (제1차 전략 무기 제한 협상)을 체결했다. ‘데탕트’(Détente, 긴장 완화)는 두 초강대국에게 전략적으로도, 경제적으로도 이익이었다. 무기 제한으로 인해 폭증한 국방 예산의 끝없는 확대를 완화할 수 있었다. 그 전에는 존슨 행정부에서 공산세력을 격파하기 위한 전쟁 수행을 위한 적자 예산이 이후 미국 경제를 약화시켜 ‘스태그플레이션’의 시대를 가져왔었다. 한편, 소련은 중,소 국경에서 유혈 충돌을 멈추지 못했으며, 또한 소련 경제의 쇠퇴를 뒷받침할 수도 없었다. 이것은 무거운 군사 지출이 하나의 원인이 되고 있었다. 두 강대국은 아프리카와 아시아의 신흥국을 존중하는 것도 합의했다.
그러나 데탕트는 중동과 아프리카, 특히 아프리카 남부와 동부에서 분쟁 발발로 좌절되었다. 양국은 특히 칠레와 같은 자원이 풍부한 제3세계 국가에 영향력을 계속 발휘하려고 했다. 미국인의 대다수는 냉전이 자유 세계와 전체주의에 대한 싸움이라는 주장을 믿었다. 그러나 미국은 칠레의 사회주의자 대통령 살바도르 아옌데와 같이 민주적으로 선출된 경우에도 마르크스주의자라고 인식하여 정부에 대해 1950년대에 했던 시도와 마찬가지로 전복을 꾀하였다.
공산주의와 사회주의의 가치는 미국의 자본주의 가치관과 대립하는 경우가 많았다. 공산주의나 사회주의 국가는 부유한 소수자의 이익을 위해, 저렴한 노동력으로 일반 대중을 이용하려고는 하지 않았다. 노동관계법이 늘어나고 이민자들의 숫자가 둔화되면서, 미국은 약한 개발도상국의 값싼 노동력에 대한 의존 비율을 높여 갔다.

## 워터게이트

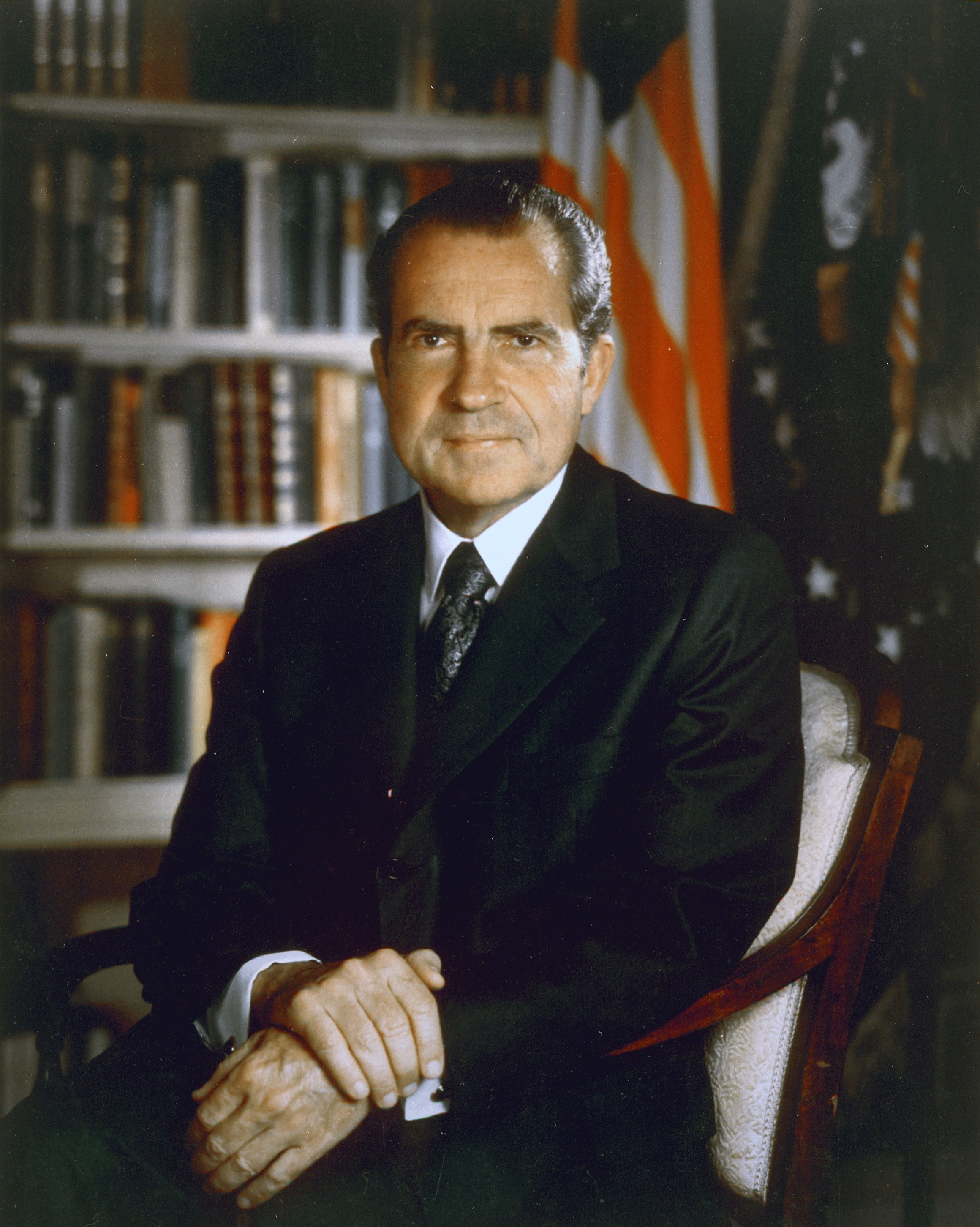
닉슨이 홀더먼에게 한 테이프에 대해 청문회를 하고 있다.

1972년 미국 대통령 선거에서 닉슨은 공화당 대통령 후보로 지명되어, 민주당 후보로 지명된 사우스다코타주 출신의 상원의원 조지 맥거번과 경합을 벌였다. 맥거번은 베트남 전쟁을 끝낼 것과 저소득층 국민에게 최저 소득을 보장하는 제도를 공약으로 내세웠다. 닉슨은 베트남에서 철군을 하고, 중국과의 관계를 복원했다. 맥거번은 부통령 후보인 토마스 이글턴의 건강 악화(결국 사퇴하고 서전트 슈라이버가 대신했다)와 공화당 선거 운동으로 인해, “산성, 사면, 낙태”와 같이 수용하기 어려운 급진파로 낙인찍히며 고전했다. 결국 총선에서 닉선은 매사추세츠를 제외하고 모든 주에서 승리를 거두었으며, 맥거번 38% 대 현직 닉슨 61%라는 큰 차이로 패배했다.
그러나 닉슨은 워터게이트 사무실 건물에 있는 민주당 사무실에 도청을 교사하고, 은폐한 혐의로 수사를 받았다. 미국 하원 사법위원회는 1974년 5월 9일 닉슨에 대한 공식적인 공개 청문회를 개최했다. 닉슨은 하원의 탄핵에 직면했고, 상원에서 유죄 확정을 받기보다는 사임하는 길을 선택했다. 1974년 8월 9일 현직에서 사임했다. 후임자인 제럴드 포드 대통령은, 닉슨에 대한 선제적인 사면을 하며 사건 조사를 끝냈다.

## 포드 행정부
제럴드 포드는 미국 역사상 선거에 의해 대통령이나 부통령으로 선출되지 않고, 대통령직을 수행한 유일한 대통령이다. 1973년 스피로 애그뉴가 부통령을 사임함에 따라 리처드 닉슨에 의해 지명되었고, 미국 하원에 의해 승인을 받았다. 그리고 리처드 닉슨이 1974년 8월 9일 사임함에 따라서 대통령직을 승계하게 되었으며, 밀러드 필모어, 앤드루 존슨, 체스터 A. 아서에 이어 4번째로 선거를 통하지 않고 승계한 대통령이 되었다.
그는 대통령직이나 부통령직에 당선되기 힘들다는 것을 인지하고서, “우리의 긴 악몽은 끝났다”면서 미국 국민들에게 그들을 지지해 달라고 호소했다. 그의 행정부에서는 민주당 주도로 남베트남에 대한 모든 원조를 의회가 중단한 후에 최종적인 남베트남 붕괴를 지켜봐야 했다. 커가는 인플레이션의 문제를 억제하기 위한 포드의 시도는 거의 성공하지 못했고, 그의 유일한 해결책은 국민들에게 WIN (Whip Inflation Now, 지금 인플레이션을 때려잡자!)이라고 쓰여진 셔츠를 입도록 하는 것뿐이었다. 그는 또한 2010년 은퇴하게 되는 연방 대법원장에 존 폴 스티븐스를 임명했다. 포드 행정부에서는 1976년 7월 4일 200번째 건국기념일을 맞았다. 이 행사는 베트남 전쟁과 워터게이트 사건, 그리고 경제적 어려움에 직면해 냉소적이고, 실의에 빠진 미국 국민들에게 다소나마 열정을 가져왔다. 1974년 중간 선거에서 포드의 닉슨에 대한 사면은 그다지 잘 수용되지 않았으며, 민주당이 주요 득표를 얻어 젊은 자유주의 활동가 세대에게 권력을 안겨주었으며, 그들 중 다수는 군과 CIA에 의심의 눈초리를 보내고 있었다.

## 카터 행정부

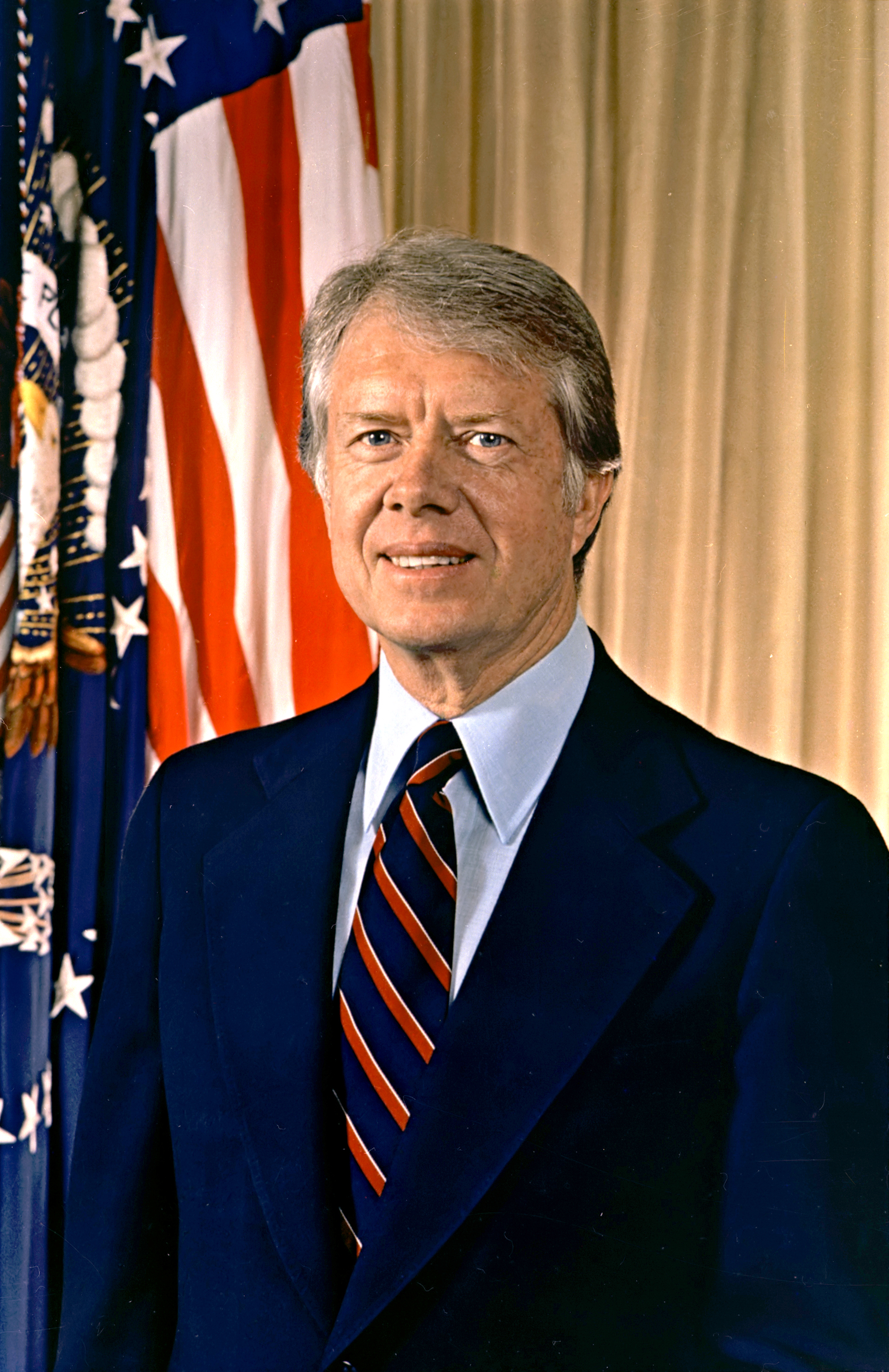
지미 카터

워터게이트 사건의 기억이 아직도 가시지 않은 1976년, 원래 조지아 주지사 지미 카터는 워싱턴 D.C.의 정치권과 무관했지만, 그 인격적 고결함으로 알려져 그 해 민주당 예비 선거에서는 전국적으로 지명도를 가진 정치인들을 따돌리고 지명을 받았다. 카터는 남북 전쟁 이후로는 처음으로 딥사우스 출신 후보자로서 대통령에 선출되었다.
카터의 임기 중에 일어난 알려진 사건은 테헤란의 미국 대사관 인질 사건과 경제와 에너지 위기가 닥친 이스라엘과 이집트 사이의 평화 조약 체결에 공헌한 것이었다.
또한 1979년 SALT II (제2차 전략 무기 제한 협상) 합의로 군비 경쟁에 또 다른 제동을 걸었으며, 이란 혁명, 니카라과 혁명과 소련의 아프가니스탄 침공에 직면했다.
1979년 카터는 이란 전 국왕(샤) 모하마드 레자 팔라비가 정치적 망명자로 미국에 입국하여 치료를 받을 수 있도록 허용했다. 카터는 그 외교 정책의 간판으로 겉으로 인권을 내세우고 있었지만, 이란의 원래 정치 지도자에 대한 미국의 지지를 계속한 것이었다. 전 샤(국왕)가 미국에 입국하자, 이란의 군사 정권은 테헤란의 미국 대사관을 점령하여 52명의 대사관 직원을 인질로 잡고 샤를 재판하여 처형하기 위해 이란으로 송환할 것을 요구했다. 인질 위기는 444일간 계속되었고, 샤가 이집트에서 사망했음에도 불구하고 인질 사건은 계속되어, 카터 정권 마지막 해에 대다수의 화제를 지배했다. 이 위기에 대한 대응으로 백악관은 ‘장미 정원 작전’으로 인질 구출 시도를 했지만, 실패하여 임기 말년에 외교에 대한 무능함으로 대통령의 명성에 타격을 주었다. 1979년 카터는 전국 방송을 통해 미국 국민들 사이에 자신의 위기라고 생각 것에 대해 연설했다. 이것은 "마레즈"(무력감을 일으키는 것) 연설이라고 불리게 되었다. 그러나 카터가 실제로 이 말을 사용한 것은 아니었다. 이 연설은 미국인에게 그가 기대하는 행동을 이끌어 내기보다는 많은 사람에게는 비관적인 견해를 밝힌 것으로 받아들여졌다. 카터의 실정에 대해 문자 그대로 대중을 비난하는 것처럼 보여서 카터의 재선 희망마저 날려 벼렸다.

## 같이 보기
- 미국의 역사 (1980년~1991년)

## 추가 자료
- Bernstein, Irving. Guns or Butter: The Presidency of Lyndon Johnson 1994.
- Black, Conrad. Richard M. Nixon: A Life in Full (2007) 1150pp;
- Branch, Taylor. Pillar of Fire: America in the King Years 1963-65 (1999) excerpt and text search
- Branch, Taylor. At Canaan's Edge: America in the King Years, 1965-68 (2007)
- Dallek, Robert. Flawed Giant: Lyndon Johnson and His Times, 1961–1973 (1998) online edition vol 2; also:  Lyndon B. Johnson: Portrait of a President (2004). A 400-page abridged version of his 2 volume scholarly biography, online edition of short version.
- Farber, David, and Beth Bailey, eds. The Columbia Guide to America in the 1960s (2001).
- Frum, David. How We Got Here (2000)
- Graham, Hugh Davis. The Civil Rights Era: Origins and Development of National Policy, 1960-1972 (1990)
- Hayward, Steven F. The Age of Reagan, 1964-1980: The Fall of the Old Liberal Order (2001)
- Heale, M. J. "The Sixties as History: A Review of the Political Historiography", Reviews in American History v. 33#1 (2005) 133-152
- Hunt, Andrew. "When Did the Sixties Happen?" Journal of Social History 33 (Fall 1999): 147-61.
- Kaufman, Burton Ira. The Presidency of James Earl Carter, Jr. (1993), the best survey of his administration
- Kirkendall, Richard S. A Global Power: America Since the Age of Roosevelt (2nd ed. 1980) university textbook 1945-80 full text online free
- Marwick, Arthur. The Sixties: Cultural Transformation in Britain, France, Italy and the United States, c. 1958 - c. 1974 (1998), international perspective excerpt and text search
- Matusow, Allen J. The Unraveling of America: A History of Liberalism in the 1960s (1984) excerpt and text search
- Paterson, Thomas G. Meeting the Communist Threat: Truman to Reagan (1988),
- Patterson, James. Grand Expectations: The United States, 1945-1974 (Oxford History of the United States) (1997)
- Perlstein, Rick. Before the Storm: Barry Goldwater and the Unmaking of the American Consensus (2001) political narrative of 1960-64
- Perlstein, Rick (2008). 《Nixonland: The Rise of a President and the Fracturing of America》. Simon and Schuster. ISBN 978-0-7432-4302-5. political narrative of 1964-72
- Suri, Jeremi. Henry Kissinger and the American Century (2007)
- Vandiver, Frank E. Shadows of Vietnam: Lyndon Johnson's Wars (1997) online edition
- Wilentz, Sean. The Age of Reagan: A History, 1974-2008 (2007) excerpt and text search
- Woods, Randall. LBJ: Architect of American Ambition (2006). A highly detailed scholarly biography (1000 pages). excerpt and online search from Amazon.com
- Zelizer, Julian E. Jimmy Carter (2010)